# 劉審瓊
劉審瓊（10世纪？—997年），北宋政治人物，涿州范陽县（治今河北省涿州市）人。
劉審瓊生于貧家。後漢乾祐年間湘陰公劉贇驻守彭門，劉審瓊作为他的属下。後周建国，劉審瓊逃走，依附永興軍節度劉詞，劉詞很重视他。劉詞去世后，他又供职在趙匡胤左右。趙匡胤建立宋朝，劉審瓊任殿直。参与平定泽州、潞州，转任供奉官。
開宝年間，累進軍器庫使。枢密使李崇矩的门人郑伸告发李崇矩收取黄金，在科举进士方面舞弊，引刘審瓊作証。刘審瓊表明郑伸是诬告。后来劉審瓊出为鎮州知州。開宝七年（974年），赵光义攻打北漢，留驻一个多月，劉審瓊保证了補給不缺。
后来他转任檀州刺史、潭州知州。潭州多火灾，每天征调百姓蓄水防备，百姓負担很重。劉審瓊赴任，停止了这种做法。後转知河陽。淳化三年（992年）回到開封，以老衰强求正受州刺史的信符，宋太宗同意，任命他为坊州刺史。至道三年（997年），在官任上去世。其孫劉爽，進士及第，後来官至祠部員外郎、秘閣校理。